# Augustin Henry

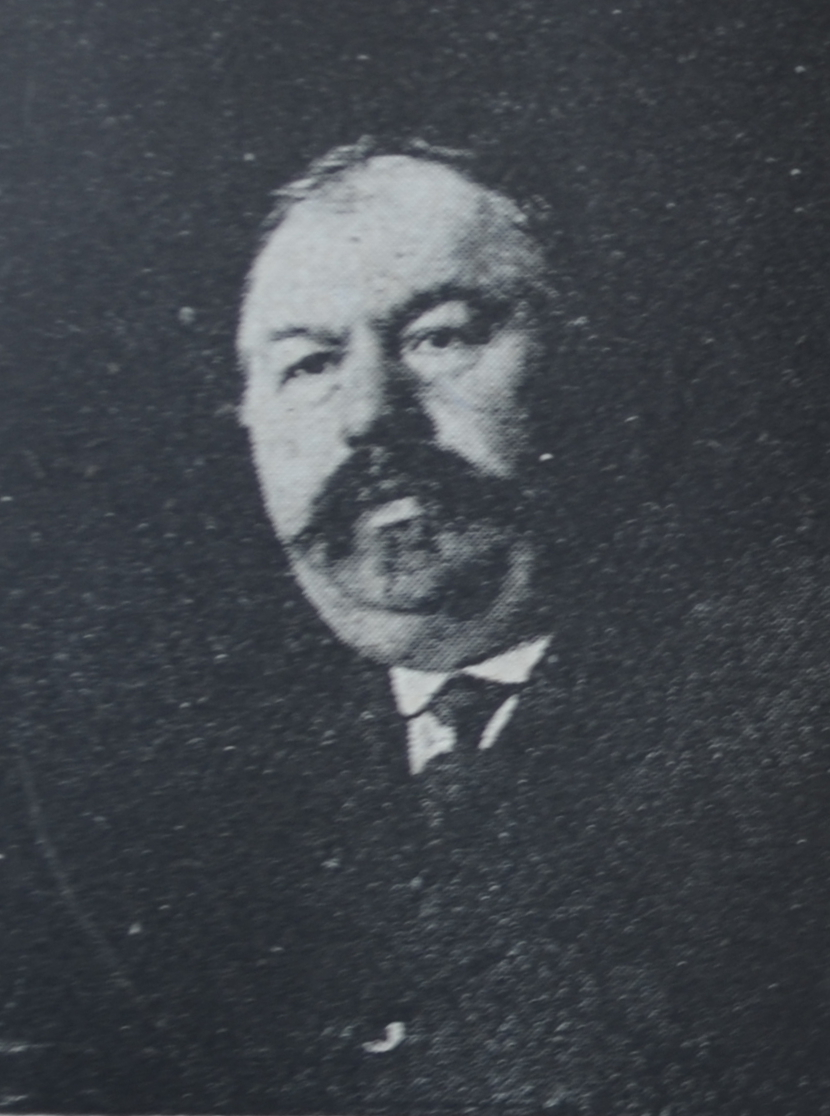
Augustin Henry, 1911

Augustin Henry (* 29. Juni 1860 in Rixingen, Lothringen; † 1911 oder 1912) war ein deutscher Landwirt und Politiker.
Augustin Henry, der katholischer Konfession war, besuchte drei Jahre das Collège in Blâmont und diente 1880 bis 1882 im 3. Garde-Regiment (Königin Elisabeth) in Berlin-Spandau. Er lebte als Landwirt in Rixingen.
Politisch war Augustin Henry als Bürgermeister in Rixingen tätig. Er gehörte dem Bezirkstag von Lothringen (Conseil Général de la Lorraine) an und war bis 1911 Mitglied des Landesausschusses.
1911 wurde er vom Landwirtschaftsrat von Elsaß-Lothringen (Lothringen) in die erste Kammer des Landtags des Reichslandes Elsaß-Lothringen gewählt. Er starb nach Eröffnung des Landtags.